# Carl Fredrik Östedt
Carl Fredrik Östedt (Örstedt), född 4 juli 1744 i Stockholm, död 1 juni 1826 i S:t Petersburg, Kejsardömet Ryssland, var en svensk hovgravör.
Östedt var son till konstapeln Eric Östedt och Christina Giörling och från 1772 gift med Anna Christina Borg. Östedt utbildade sig till gravör för Carl Ludvig Hartman i Stockholm 1755–1760 och medföljde troligen denne till S:t Petersburg, där han i början av 1770-talet arbetade med guldgravyrer. Han var anställd som gravör av Per Suther i Stockholm 1773–1780. Han utnämndes på Suthers rekommendation till hovgravör 1780. Han reste 1782 till S:t Petersburg för att ordna upp några arvsangelägenheter och han var inställd på att återvända till Stockholm när arvskiftet var avklarat. Medan han vistades i S:t Petersburg blev han erbjuden att bli gravyrlärare vid stadens konstakademi och han bestämde sig för att stanna kvar i S:t Petersburg.